# Amram Nowak
Amram Nowak (* 1927; † 6. Juni 2005) war ein US-amerikanischer Filmproduzent, Filmregisseur und Autor, der 1987 für einen Oscar nominiert wurde.

## Leben
Nowak schloss sein Literaturstudium mit einem BA am City College of New York ab und machte dann seinen MA-Abschluss in Schauspiel an der Syracuse University.
Im Jahr 1965 gründete er die Filmproduktionsfirma Amram Nowak Associates, deren Präsident und Creative Direktor er war. Im Laufe seiner Karriere produzierte er eine Vielzahl von Dokumentationen sowie auch etliche Spielfilme, die sich mehr als einmal der Country-Musik widmeten. Zu seinen frühen Arbeiten gehört der 1969 veröffentlichte Dokumentarfilm King Murray, produziert mit der Amram Nowak Associates. In dem Film, der von einem Versicherungskaufmann und einem Filmemacher handelt, spielte er sich selbst. King Murray wurde als offizieller Beitrag der USA auf den Filmfestspielen in Cannes vorgestellt. Der Filmkritiker John O’Connor vom Wall Street Journal wählte ihn unter die zehn besten Filme des Jahres 1969.
1970 schrieb Nowak das Drehbuch zu der Dokumentation The Nashville Sound, in der unter anderem die Country-Musik-Stars Roy Acuff, Bill Anderson, Johnny Cash, Loretta Lynn und Dolly Parton zu sehen und zu hören sind. In dem 1972 von Nowak produzierten Fernsehfilm Earl Scruggs: The Bluegrass Legend – Family & Friends spielte die prominente Besetzung sich selbst. Neben dem Bluegrass-Musiker Earl Scruggs wirkten beispielsweise auch Joan Baez, The Byrds und Bob Dylan mit. Nach der Fertigstellung des Films war Nowak an verschiedenen Theatern tätig. Im Anschluss arbeitete er sieben Jahre bei CBS, ABC und NET als Produzent und Regisseur.
1987 erhielt Nowak zusammen mit Kirk Simon eine Oscar-Nominierung in der Kategorie „Bester Dokumentarfilm“ (Langform) für die Dokumentation Isaac in America: A Journey with Isaac Bashevis Singer. Der Film thematisiert Ausschnitte aus dem Leben und Werk des Literaturnobelpreis-Trägers Isaac Bashevis Singers. Der Oscar ging jedoch an Brigitte Berman für ihre Dokumentation Artie Shaw: Time Is All You’ve Got sowie an Joseph Feury und Milton Justice für Down an Out in America.
Die 1997 veröffentlichte zweiteilige historische Dokumentation They Came for Good: A History of Jews in the USA erzählt über einen Zeitraum von 250 Jahren die Geschichte jüdischer Einwanderer in die Vereinigten Staaten. Amram führte Regie und seine Frau Manya Starr schrieb das Drehbuch zu dem Dokumentarfilm.
Verheiratet war Nowak mit Bernice Novak und in zweiter Ehe von 1981 bis zu ihrem Tod im Jahr 2000 mit der Autorin Manya Starr. Nowak verstarb fünf Jahre später im Alter von 78 Jahren. Er hinterließ neben seiner neuen Lebenspartnerin drei Kinder und vier Enkel sowie zwei Stiefsöhne.

## Filmografie (Auswahl)
- 1969: King Murray
- 1970: The Nashville Sound
- 1972: Earl Scruggs: The Bluegrass Legend – Family & Friends (Fernsehfilm)
- 1984: American Playhouse (Fernsehserie, Folge The Cafeteria)
- 1987: American Masters: Isaac in America: A Journey with Isaac Bashevis Singer
- 1997: They Came for Good: A History of Jews in the USA

## Auszeichnungen
- 1986: Chicago International Film Festival nominiert für den Gold Hugo mit American Masters
- 1987: Oscarnominierung für Isaac in America: A Journey with Isaac Bashevis Singer
- 1987: Sundance Film Festival nominiert für den „Großen Preis der Jury“ mit Isaac in America: A Journey with Isaac Bashevis Singer